# Романья

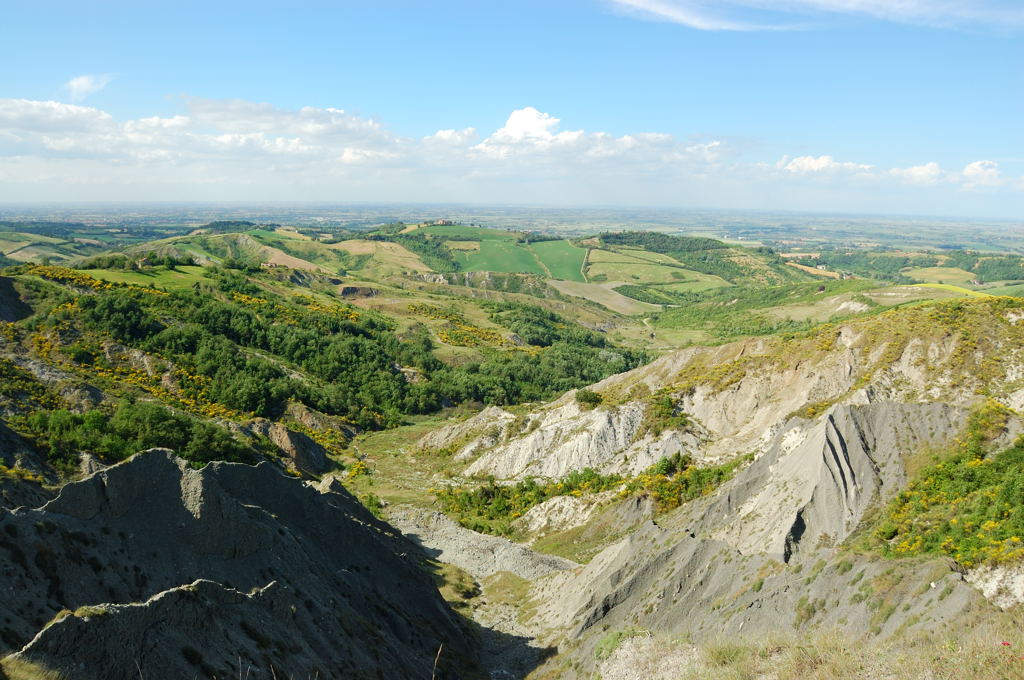
Пейзаж Романьи

Романья (итал. Romagna, романьол. Rumâgna) — историческая область в центре Италии, на юго-востоке современного региона Эмилия-Романья, севернее Марке. Ограничена с запада Апеннинами, с востока — волнами Адриатики.
Понятие области Романья (что значит «римская») родилось из конфликта короля лангобардов Айстульфа с франкским королём Пипином Коротким за контроль над Равенной. Лангобарды на протяжении 200 лет пытались подчинить себе «приморское пятиградье» к югу от Равенны, заключавшее в себя города Римини, Анкона, Фано, Пезаро и Сенигаллия. Король Пипин усмирил лангобардов, а пятиградье в 755 г. передал в управление папам римским как северный предел Папской области.
В Средние века города Романьи жили собственной политической жизнью, балансируя между гвельфами и гибеллинами и мало считаясь с волей пап. В каждом городе имелись собственные синьоры, наибольшего могущества из которых достигли Малатеста — правители Римини. При папе Александре VI его сын Чезаре Борджа усмирил города Романьи и подчинил всю область отцу, за что был награждён титулом герцога Романьи. Независимость сохранила только республика Сан-Марино.